# Paradromulia polyploca
Paradromulia polyploca är en fjärilsart som beskrevs av Louis Beethoven Prout 1916. Paradromulia polyploca ingår i släktet Paradromulia och familjen mätare. Inga underarter finns listade i Catalogue of Life.